# Douglas Aircraft Company
Douglas Aircraft Company, ofte blot kaldet Douglas, var en flyproducent, som blev grundlagt af Donald Wills Douglas, Sr. i juli 1921 i Santa Monica, Californien efter afviklingen af Davis-Douglas Company.
Douglas er mest kendt for sin DC-serie med kommercielle fly, inklusiv DC-3, som ofte ses som det mest betydningsfulde fly, der nogensinde er blevet produceret. Flyet blev også produceret til militært formål under betegnelsen C-47 Skytrain.
SAS har gennem tiden været stamkunde til Douglas, og benyttede propelfly som DC-4, DC-6 og DC-7 til selskabet nordtransatlantiske rute. Da tiden med jetfly kom, blev den 4-motorede DC-8 SAS's foretrukne fly til interkontinental flyvning og gjorde tjeneste i omkring 25 år. SAS benyttede i mange år de to-motorede DC-9 fly (senere videreudviklet til MD-80-serien og MD-90-serien), men har i dag andre leverandører.
Kvalitets- samt pengeproblemer, kombineret med efterspørgsel på grund af Vietnamkrigen, førte til, at Douglas i 1967 blev slået sammen med McDonnell Aircraft Corporation til McDonnell Douglas. Dette selskab blev købt op af Boeing i 1997, og endte dermed 75 år med produktion af Douglas-fly.

## Eksterne links
- Wikimedia Commons har flere filer relateret til Douglas Aircraft Company

| Firma | Spire Denne artikel om et firma eller en virksomhed i USA er en spire som bør udbygges. Du er velkommen til at hjælpe Wikipedia ved at udvide den. |